# Sawczyne
Sawczyne (ukr. Савчине) – wieś na Ukrainie, w obwodzie winnickim, w rejonie tulczyńskim, w hromadzie Horodkiwka. W 2001 liczyła 511 mieszkańców.